# Vedum
För Vedum i Kinne härad, se Kinne-Vedums socken
Vedum är en tätort i Vara kommun i Västergötland.
Laske-Vedums kyrka ligger i norra delen av tätorten.

## Historia
Vedum har växt fram i anslutning till Vedums station, som öppnades 1866 när Uddevalla-Vänersborg-Herrljunga Järnväg drogs fram genom bygden och numera är ett byggnadsminne.
Vedum är kyrkby i Laske-Vedums socken och ingick efter kommunreformen 1862 i Laske-Vedums landskommun. I denna inrättades för orten 4 december 1925 Vedums municipalsamhälle. Landskommunen och orten uppgick 1952 i Vedums landskommun där municipalsamhället upplöstes 31 december 1959 och där orten var centralort. Orten ingick mellan 1967 och 1971 i Vara köping och ingår sedan 1971 i Vara kommun.

## Näringsliv
Orten hyser såväl industri som kommersiell och offentlig service för den omgivande bygden.
De två mest kända företagen på orten startade under tidigt 1900-tal: Vedum Kök & Bad AB och Vedums Chark. Det förra finns kvar än i dag,  men det senare flyttade 1997 några mil norrut.

## Galleri

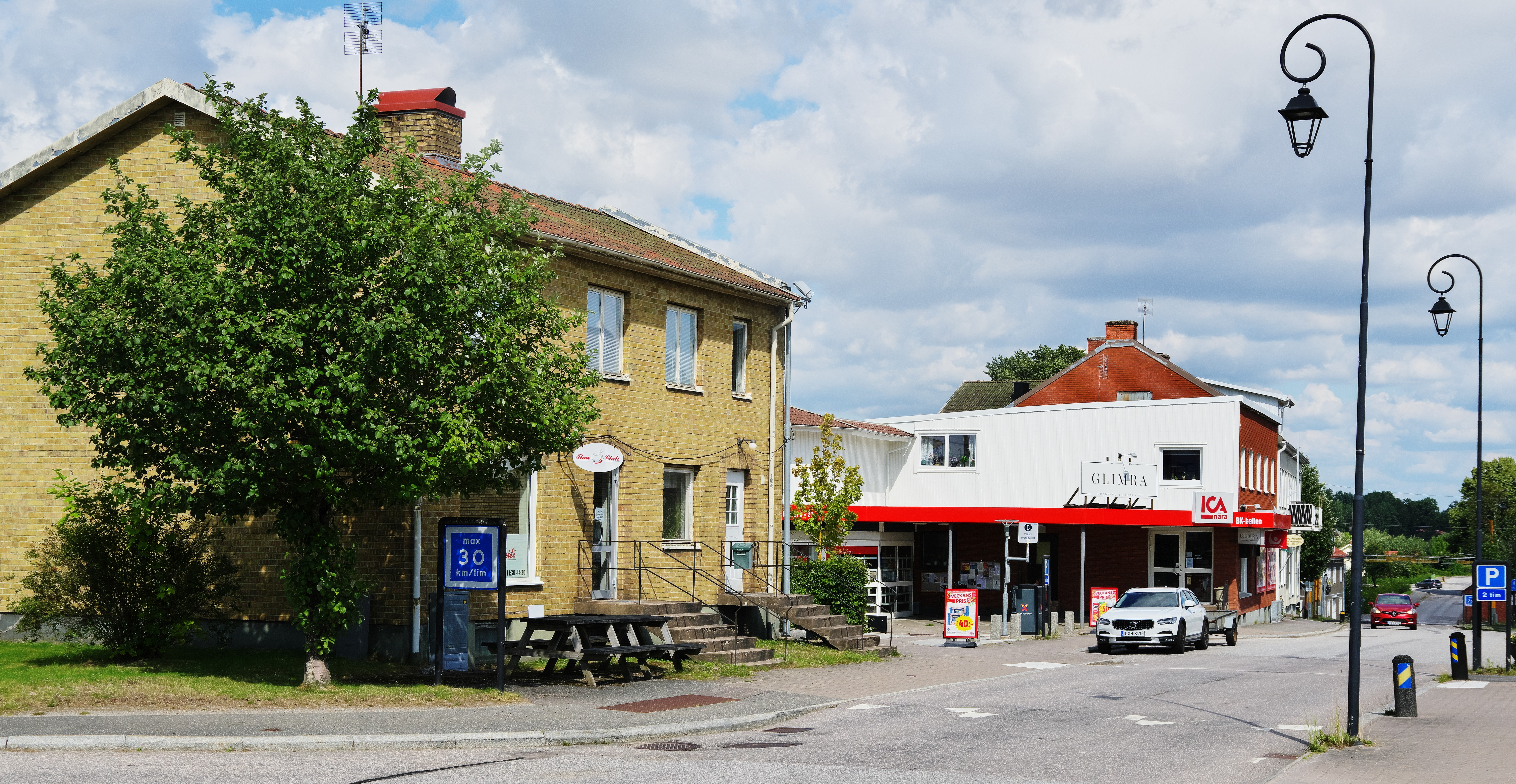
Huvudgatan med matvaruaffär och thairestaurang.
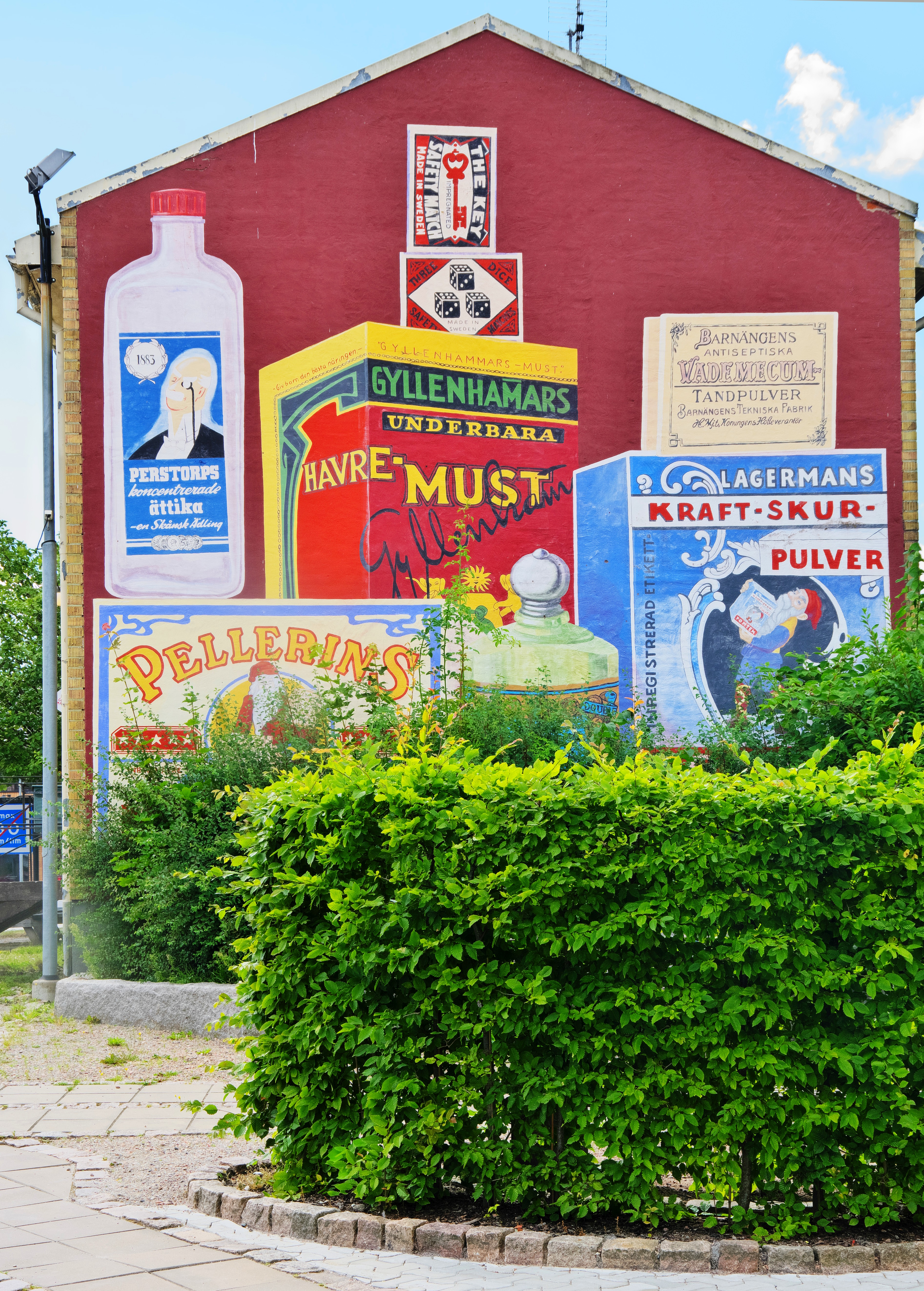
Muralmålning på Thairestaurangen.
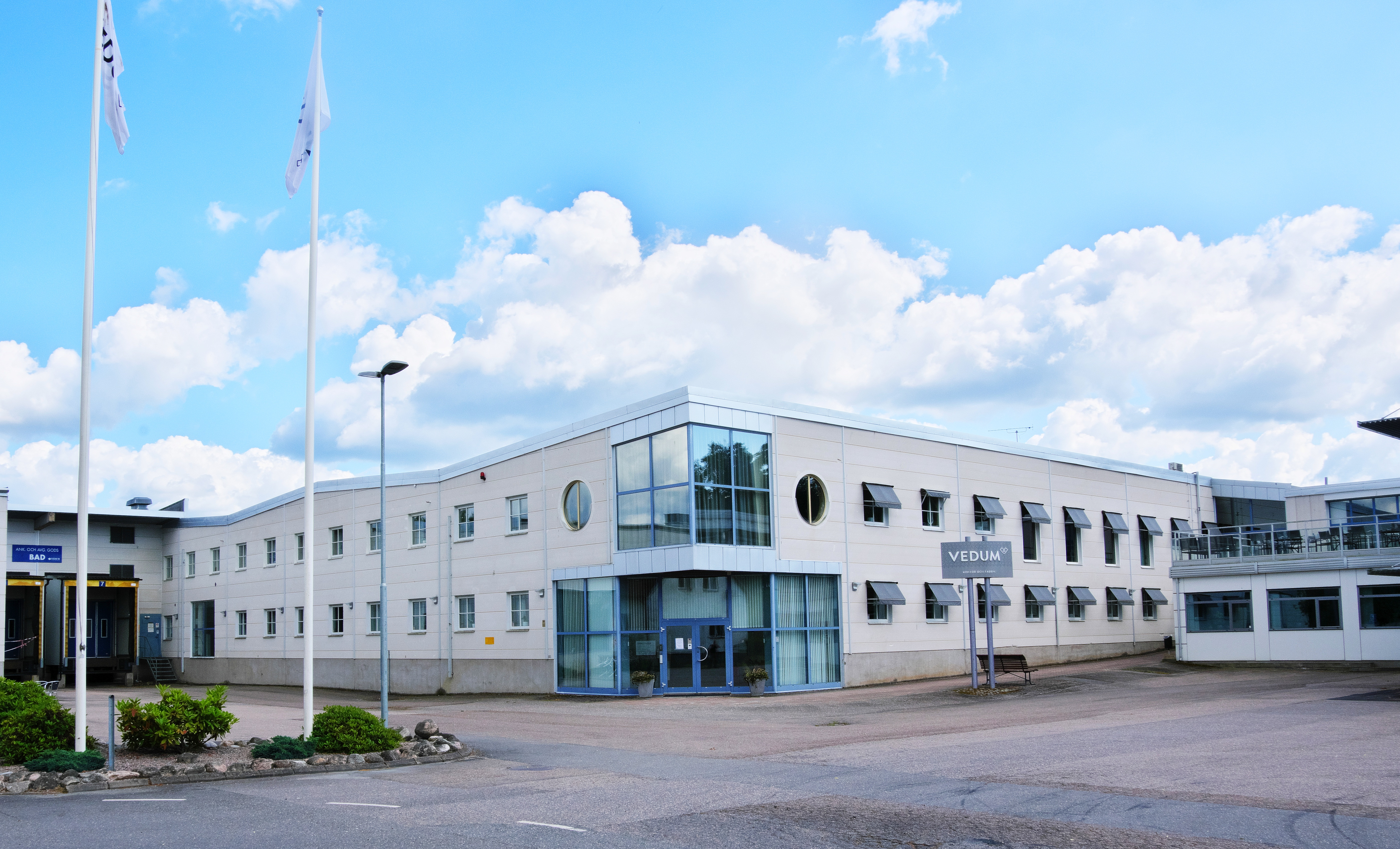
Vedum kök och bad - ortens tongivande arbetsgivare.
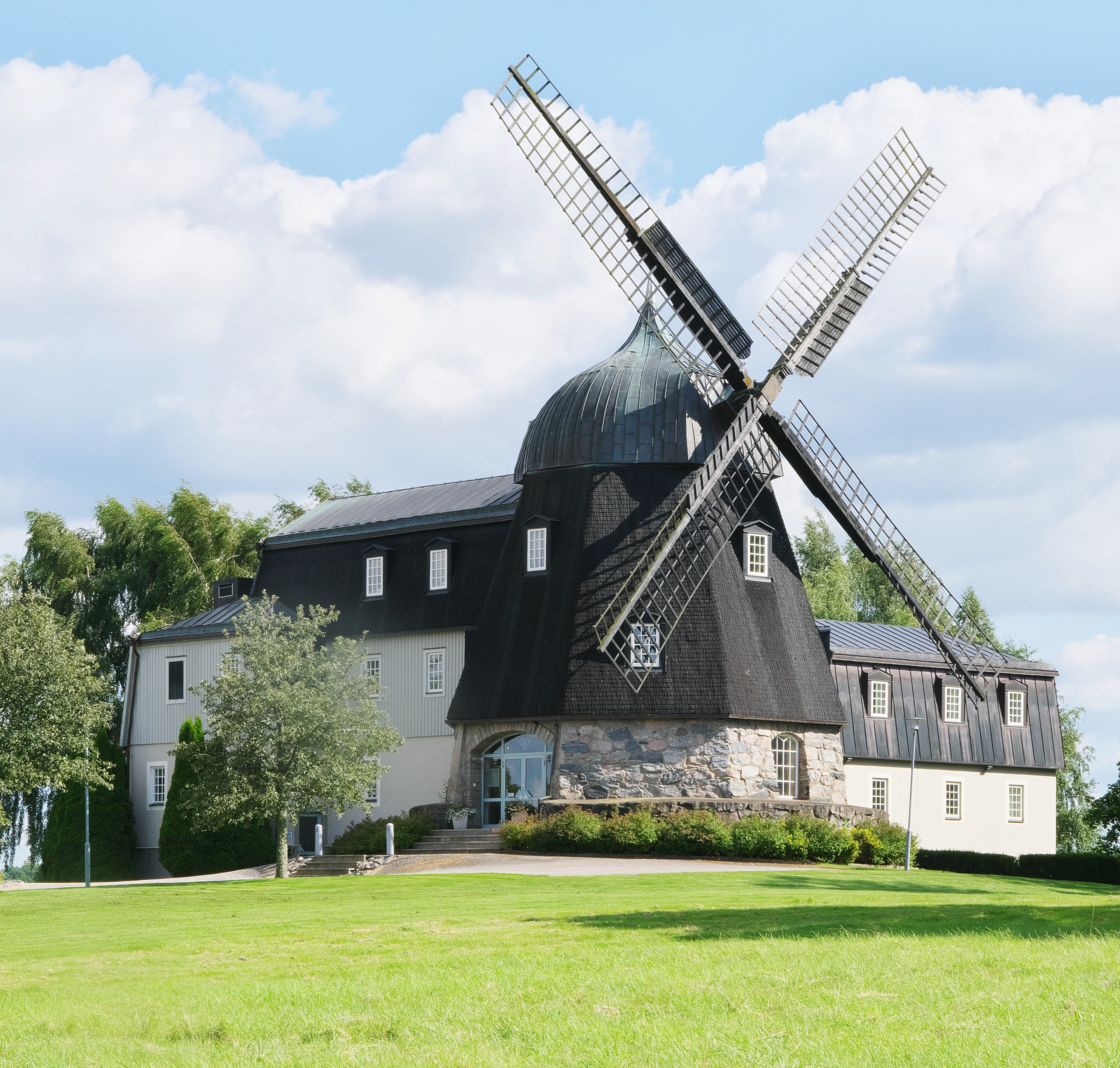
Väderkvarnen som inhyser utställningslokal för Vedum kök.
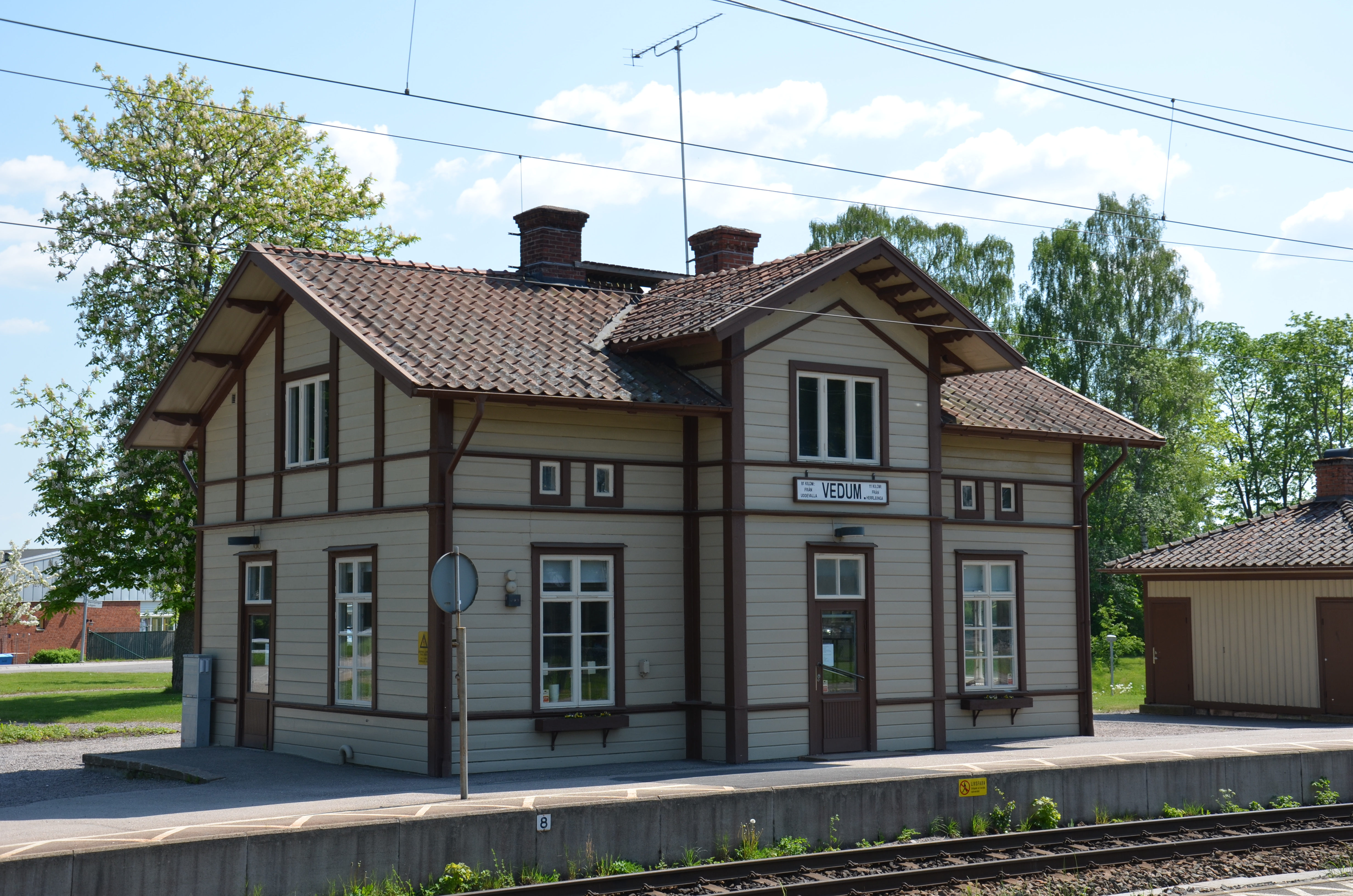
Vedums station.

### Befolkningsutveckling
| Befolkningsutvecklingen i Vedum 1960–2020 | Befolkningsutvecklingen i Vedum 1960–2020 | Befolkningsutvecklingen i Vedum 1960–2020 | Befolkningsutvecklingen i Vedum 1960–2020 | Befolkningsutvecklingen i Vedum 1960–2020 |
| ----------------------------------------- | ----------------------------------------- | ----------------------------------------- | ----------------------------------------- | ----------------------------------------- |
|                                           |                                           |                                           |                                           |                                           |
| År                                        |                                           |                                           | Folkmängd                                 | Areal (ha)                                |
| 1960                                      | 1960                                      |                                           | 710                                       |                                           |
| 1965                                      | 1965                                      |                                           | 784                                       |                                           |
| 1970                                      | 1970                                      |                                           | 817                                       |                                           |
| 1975                                      | 1975                                      |                                           | 907                                       |                                           |
| 1980                                      | 1980                                      |                                           | 997                                       |                                           |
| 1990                                      | 1990                                      |                                           | 999                                       | 105                                       |
| 1995                                      | 1995                                      |                                           | 987                                       | 106                                       |
| 2000                                      | 2000                                      |                                           | 955                                       | 106                                       |
| 2005                                      | 2005                                      |                                           | 968                                       | 107                                       |
| 2010                                      | 2010                                      |                                           | 926                                       | 107                                       |
| 2015                                      | 2015                                      |                                           | 960                                       | 137                                       |
| 2020                                      | 2020                                      |                                           | 986                                       | 138                                       |
|                                           |                                           |                                           |                                           |                                           |

## Vedum i populärkulturen
- Vedums station är med i Galenskaparna & After Shaves film Stinsen brinner... filmen alltså, men kallas i filmen för Svedum.
- Macken som används i Galenskaparna & After Shaves film Macken – Roy's & Roger's Bilservice låg i Bitterna inte långt från Vedum (numera nedbrunnen).

## Personer från Vedum
På orten har bland annat Vidhemsprästen verkat.